# Horská Kvilda
Horská Kvilda (německy Innergefild) je obec na území Národního parku Šumava, v okrese Klatovy, 25 km jižně od Sušice. Žije zde 68 obyvatel.
Přívlastek Horská se nevztahuje k poloze vsi v šumavských horách, ale k její někdejší příslušnosti k nedalekému hornickému městečku Kašperské Hory. Zhruba 5 km jihovýchodním směrem od Horské Kvildy, avšak již v okrese Prachatice, leží Kvilda.

## Části obce
- Horská Kvilda
- Korýtko

Od 1. ledna 1955 do 30. června 1960 k obci patřila i Filipova Huť.

## Historie
První písemná zmínka o osídlení této lokality (Horská Kvilda) se datuje k roku 1577. Osidlování souviselo nejspíše s pohybem osob na obchodní stezce. Ta tudy procházela a její dvě větve (ve směru z Čech) se zde spojovaly. Je ale možné, že sem lidé sezónně přicházeli (za drahými kovy) již dříve. Od počátku měla zdejší zástavba charakter rozptýlených usedlostí. Jen na několika místech podél hlavní komunikace byly stavby více koncentrovány. Osídlení zde nemělo výhradně zemědělský charakter (převažoval chov dobytka), což bylo dáno extrémním charakterem zdejšího horského klimatu. Lidé se tu živili dřevařstvím, sklářstvím a také tím, že poskytovali zázemí tudy procházejícím obchodním karavanám. Byl to zejména rozvoj sklářství, který způsobil kulminaci počtu místního obyvatelstva.
V roce 1930 žilo v celé obci Horská Kvilda 624 obyvatel. V letech 1938 až 1945 byla obec (v důsledku uzavření Mnichovské dohody) přičleněna k nacistickému Německu.

## Územní příslušnost
- k 1. lednu 1948 patřila obec Horská Kvilda do správního okresu Sušice, soudní okres Kašperské Hory, poštovní úřad Kvilda, stanice sboru národní bezpečnosti Prášily, železniční stanice a nákladiště Vimperk[7]
- k 1. lednu 1948 patřila osada Zhůří do obce Horská Kvilda, správní okres Sušice, soudní okres Kašperské Hory, poštovní úřad a stanice sboru národní bezpečnosti Rejštejn[7]
- k 1. únoru 1949 patřila obec Horská Kvilda do okresu Vimperk, kraj Českobudějovický[8][9][10]

- k 1. únoru 1949 patřila osada Zhůří (okres Vimperk) do obce Horská Kvilda[10]
- k 1. lednu 1950 patřila obec Horská Kvilda do okresu Vimperk, kraj Českobudějovický[11]

- k 1. červenci 1952 se obec Horská Kvilda (okres Vimperk, kraj Českobudějovický) dělí na části: 1. Horská Kvilda, 2. Zhůří[12]
- k 1. lednu 1955 má obec Horská Kvilda (okres Vimperk, kraj Českobudějovický) tyto části: 1. Filipova Huť, 2. Horská Kvilda, 3. Zhůří[13]
- k 1. červenci 1960 byla osada Horská Kvilda (okres Klatovy, kraj Západočeský) částí obce Modrava [14]

- k 1. červenci 1960 byla osada Zhůří (okres Klatovy, kraj Západočeský) částí obce Rejštejn[14]

### Matriční příslušnost
- od 1. ledna 1950 patřila obec Horská Kvilda pod matriční úřad Místního národního výboru Kvilda[11]
- od 1. ledna 1955 patřila obec Horská Kvilda pod matriční úřad Místního národního výboru Vimperk[13]

## Vývoj osídlování
Osídlení se nejspíše dlouhou dobu udržovalo na počtu jen několika málo usedlostí. V roce 1654 zde byly celkem čtyři, v roce 1713 jich bylo sedm a v roce 1785 již sedmnáct. Významnější přírůstek počtu obyvatel nastal až v 18. a 19. století v souvislosti s rozvojem sklářství a dřevařství v okolních lesích. V té době vznikaly roztroušené samoty či vísky dislokované v izolovaných enklávách v okolních lesích. Pokles počtu obyvatel nastal v první polovině 20. století ale zásadní se odehrál až s odsunem německého obyvatelstva po konci druhé světové války. Státní statistický úřad v Praze uvádí, že v obci Horská Kvilda o rozloze 3301 ha bylo k 22. květnu 1947 sečteno 279 přítomných obyvatel. Úbytek počtu obyvatel pak pokračoval až do konce 80. let dvacátého století. K 1. lednu 1998 zde žilo 32 obyvatel, k 1. lednu 2011 už bylo evidováno 98 obyvatel. Současný (2011) rozsah osídlení samotné Horské Kvildy je prakticky identický s jeho kulminačním rozsahem v 19. a v první polovině 20. století. 

## Zajímavosti
- Pod Horskou Kvildu spadal statek Danielhof, kde po několik generací žili Klostermannové, předci a příbuzní spisovatele Karla Klostermanna. Danielhof Klostermannové vlastnili od r. 1670 nejméně až do poloviny 19. století.[15]
- V lesích nad Horskou Kvildou lze nalézt pozůstatky Zlaté stezky, dálkové obchodní cesty, kudy se z Pasova vozila do Čech sůl. Stezka byla významnou dopravní stavbou raného středověku a zanikla v chaosu třicetileté války. Její zbytky lze vidět zvláště v místech prudkých svahů, kde byla cesta hluboce zaříznuta.
- Horská Kvilda je známá také tím, že tu na podzim a v zimě jsou extrémní mrazy. Například když v lednu 2010 bylo v Sušici −17 °C, bylo zde −32,6 °C. Není ani žádnou zvláštností, když zdejší meteorologická stanice naměří teploty pod bodem mrazu i uprostřed léta – je to způsobeno tzv. mrazovou kotlinou.
- V katastru obce se nalézá památný strom buk lesní na Výhledech a části přírodních památek Povydří a Tetřevská slať.
- V zaniklé části Zlatá studna vlastnilo město Kašperské hory v letech 1799–1880 sklářskou huť, která vynikala výrobou dutého skla a páteříků.[16]
- Blízko Zlaté Studny se nachází bývalá osada Ranklov, kde se narodil a žil šumavský obr Josef Klostermann známý jako Sepp Rankl.[17]
- V Horské Kvildě se nachází původní statek a usedlost z roku 1680, následně sloužící jako mýtnice na Zlaté stezce a od 2. poloviny 18. století do roku 1946 Pollaufův hostinec, po přestavbě v roce 2004 hotel Rankl.[18][19]
- Naproti hotelu Rankl se nachází chalupa řezbáře Ladislava Pavla, otce známého archeologa Pavla Pavla (který rozchodil sochy na Velikonočním ostrově[20]). Na zahradě u chalupy stojí od roku 2002 dřevěná socha Rankla Seppa v životní velikosti (2,13 m).[17][21]
- Obyvatelstvo bylo až do poloviny 20. století téměř výhradně německé.

## Galerie

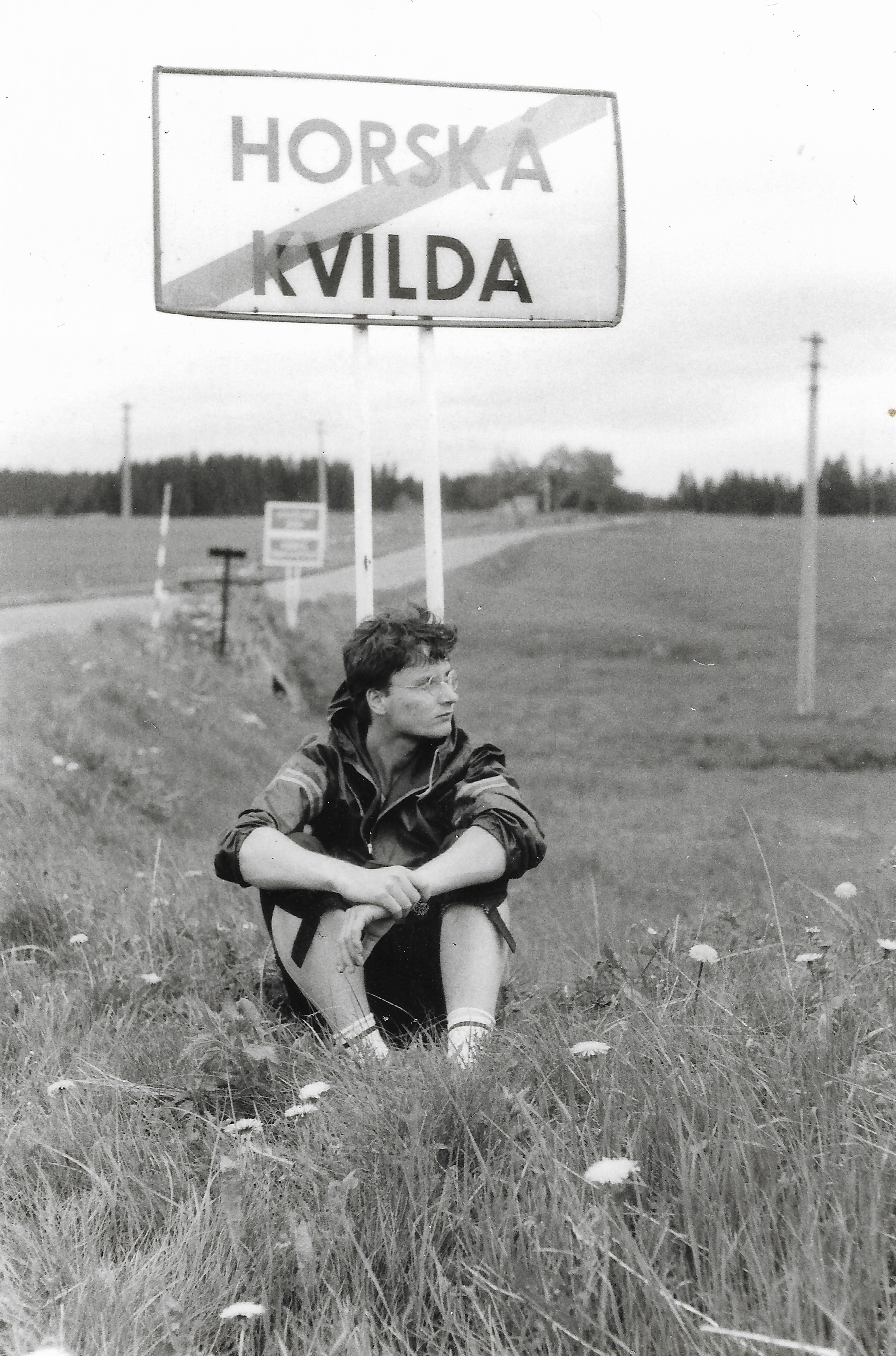
Horská Kvilda v roce 1988
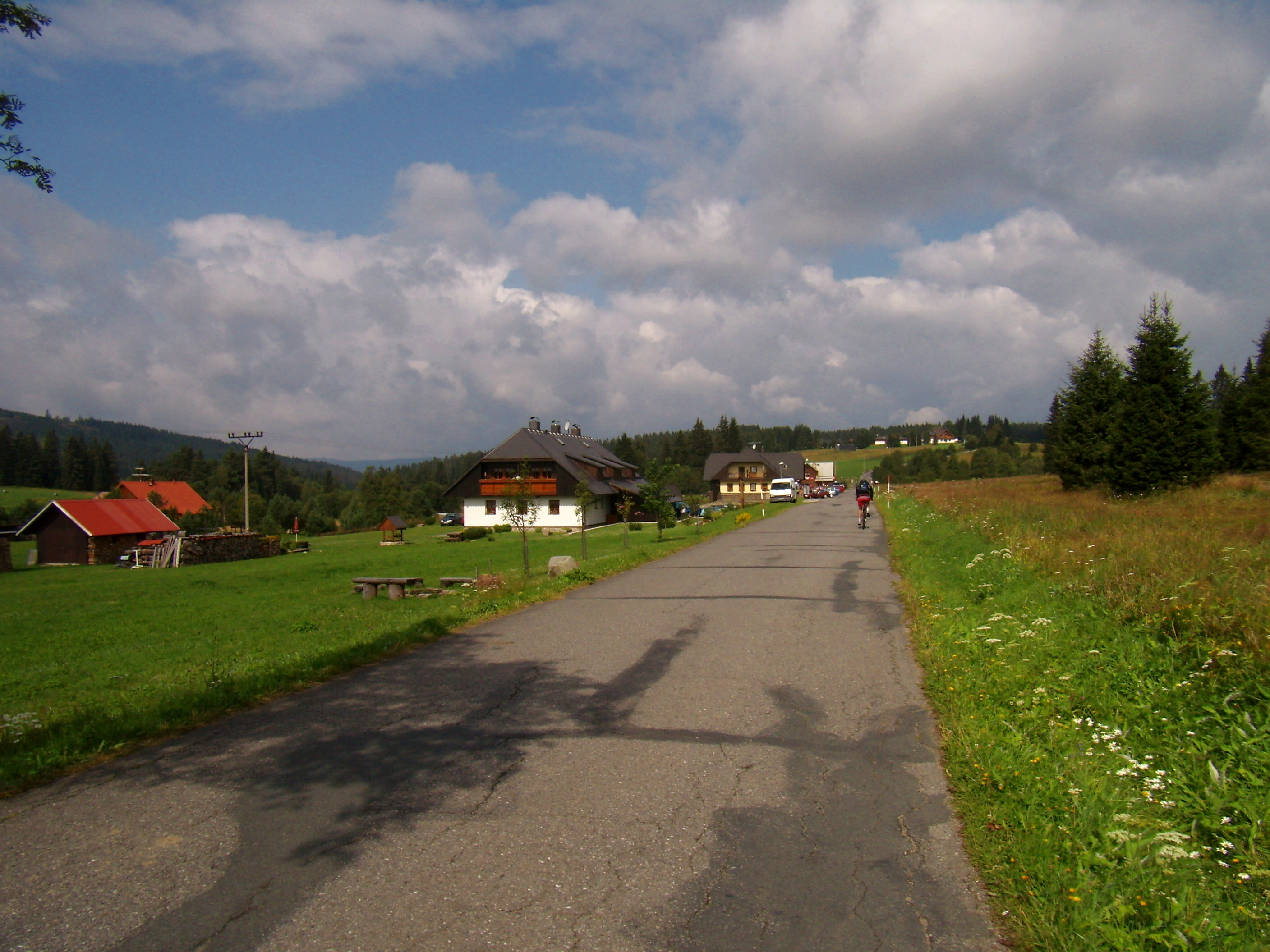
Horská Kvilda
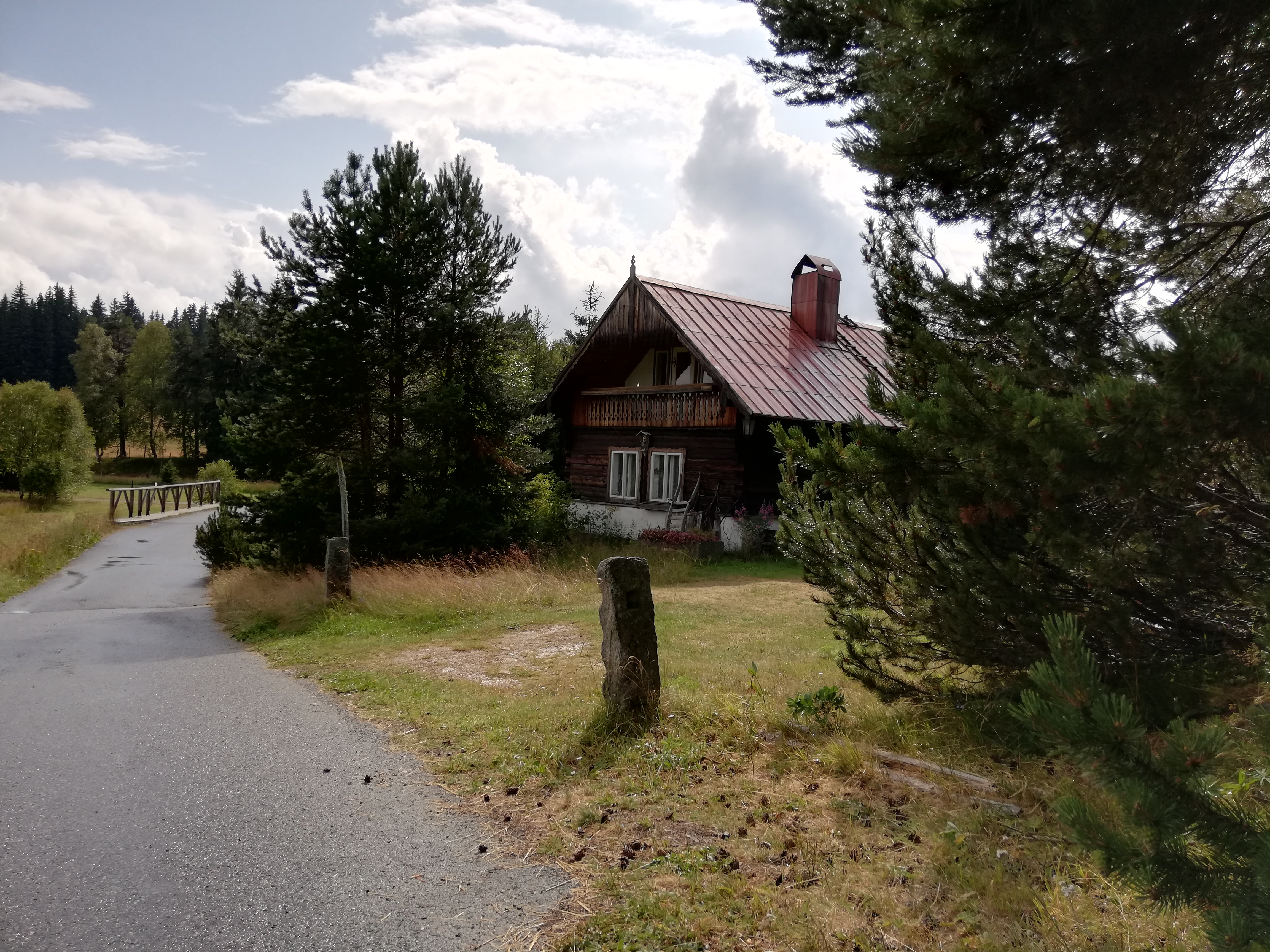
Jedna z chalup (replika původního horského stylu) na Horské Kvildě
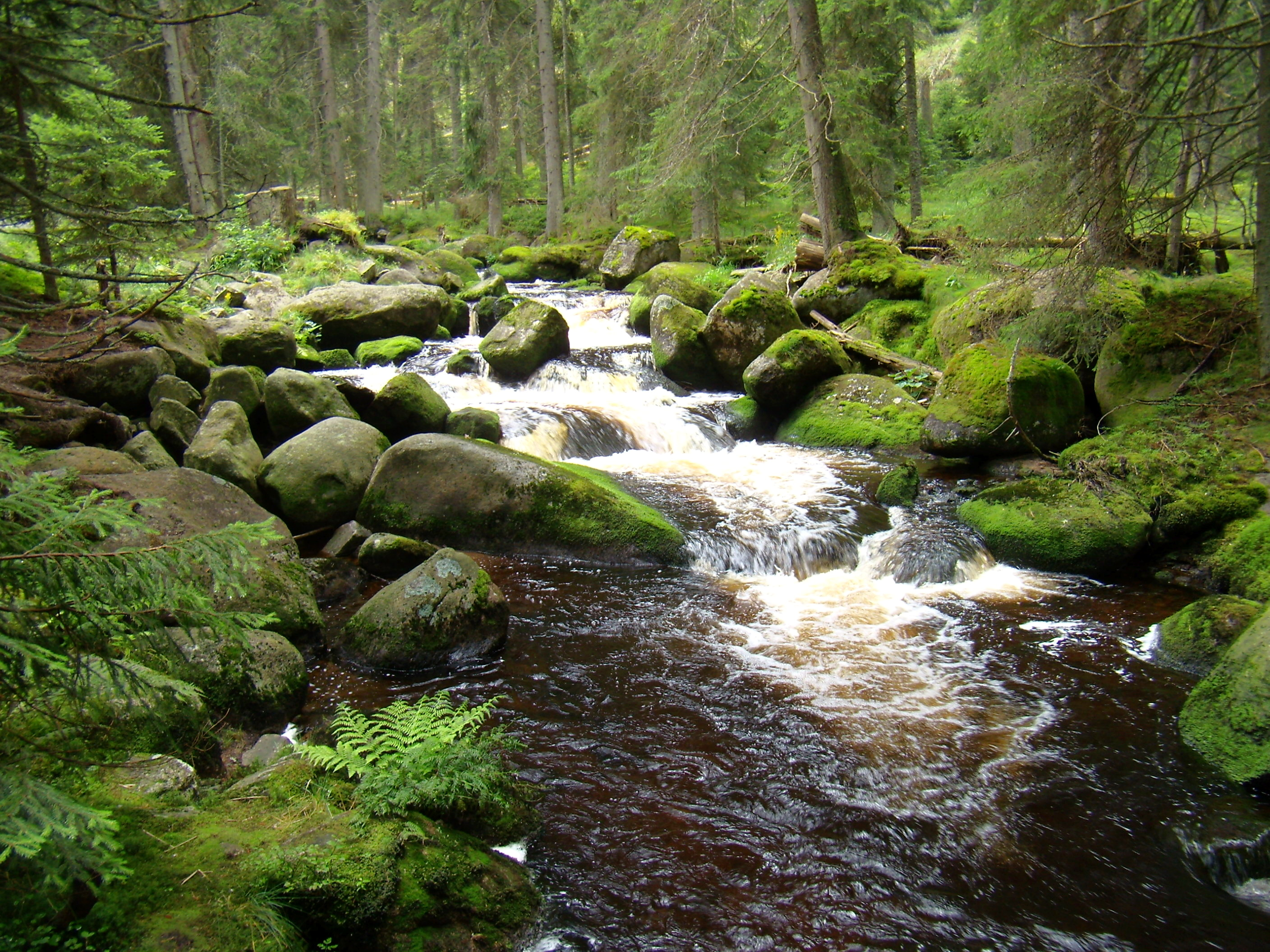
Hamerský potok pod Horskou Kvildou
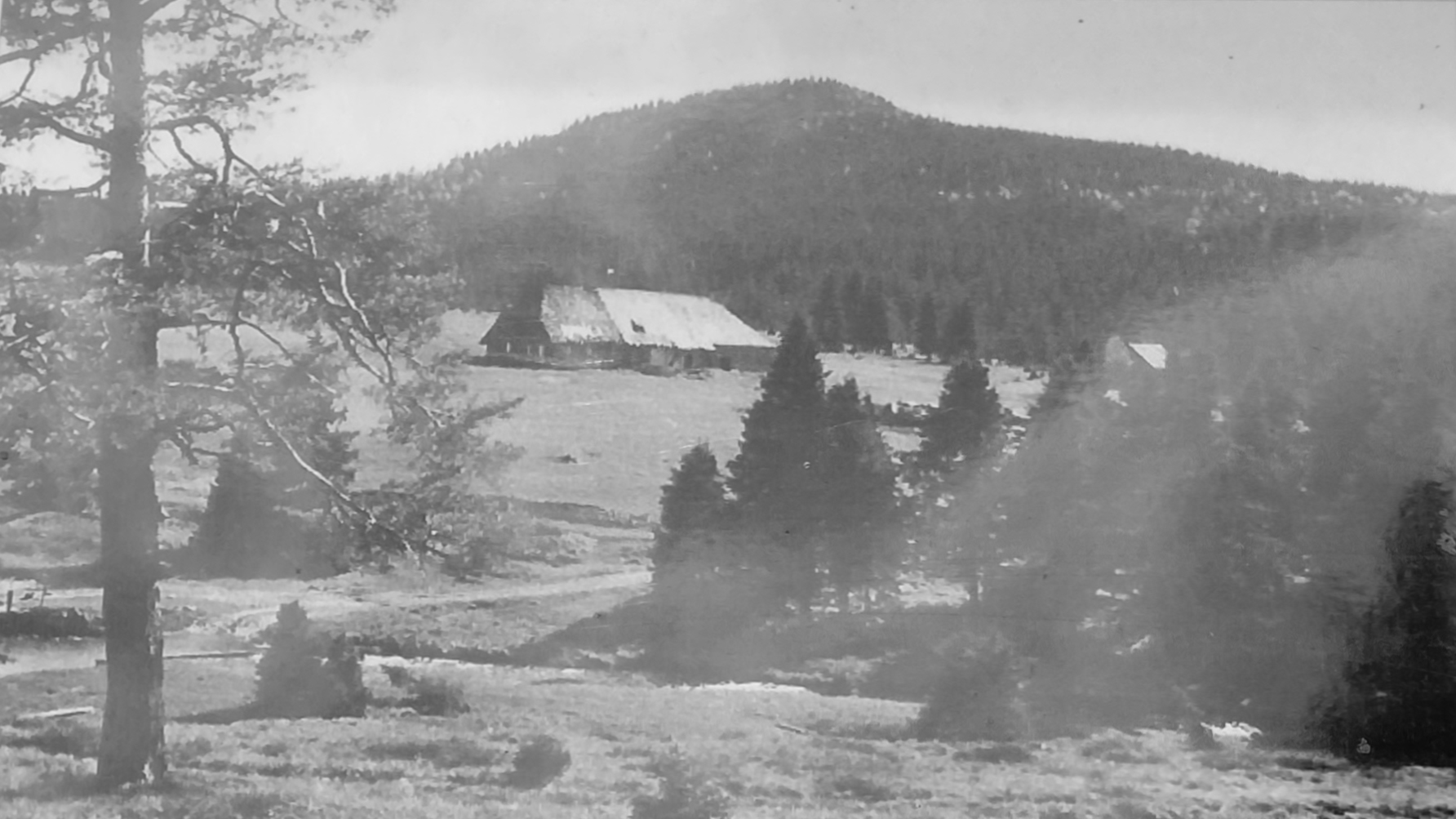
Dobová fotografie Hamerských domků na Horské Kvildě
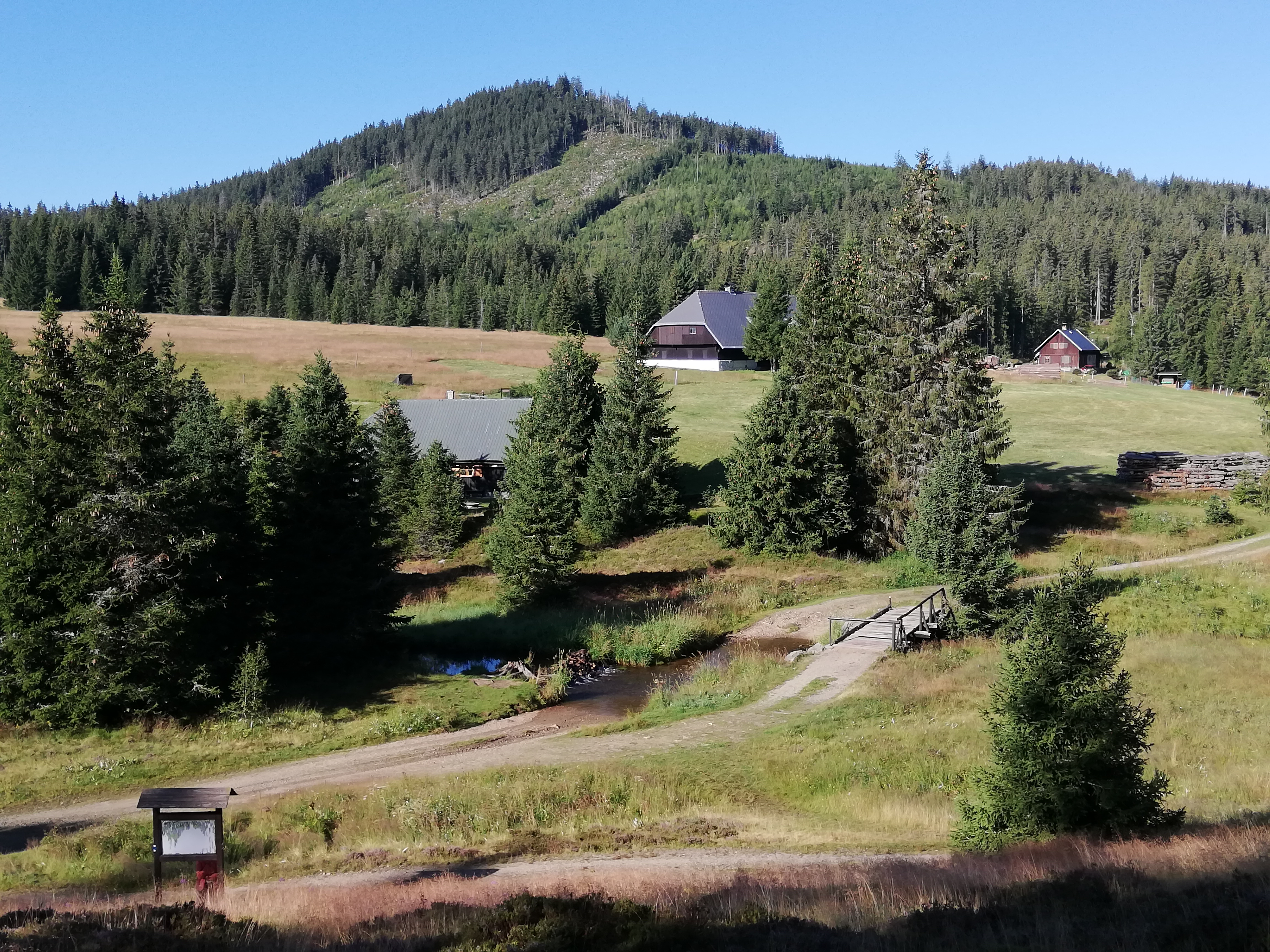
Hamerské domky
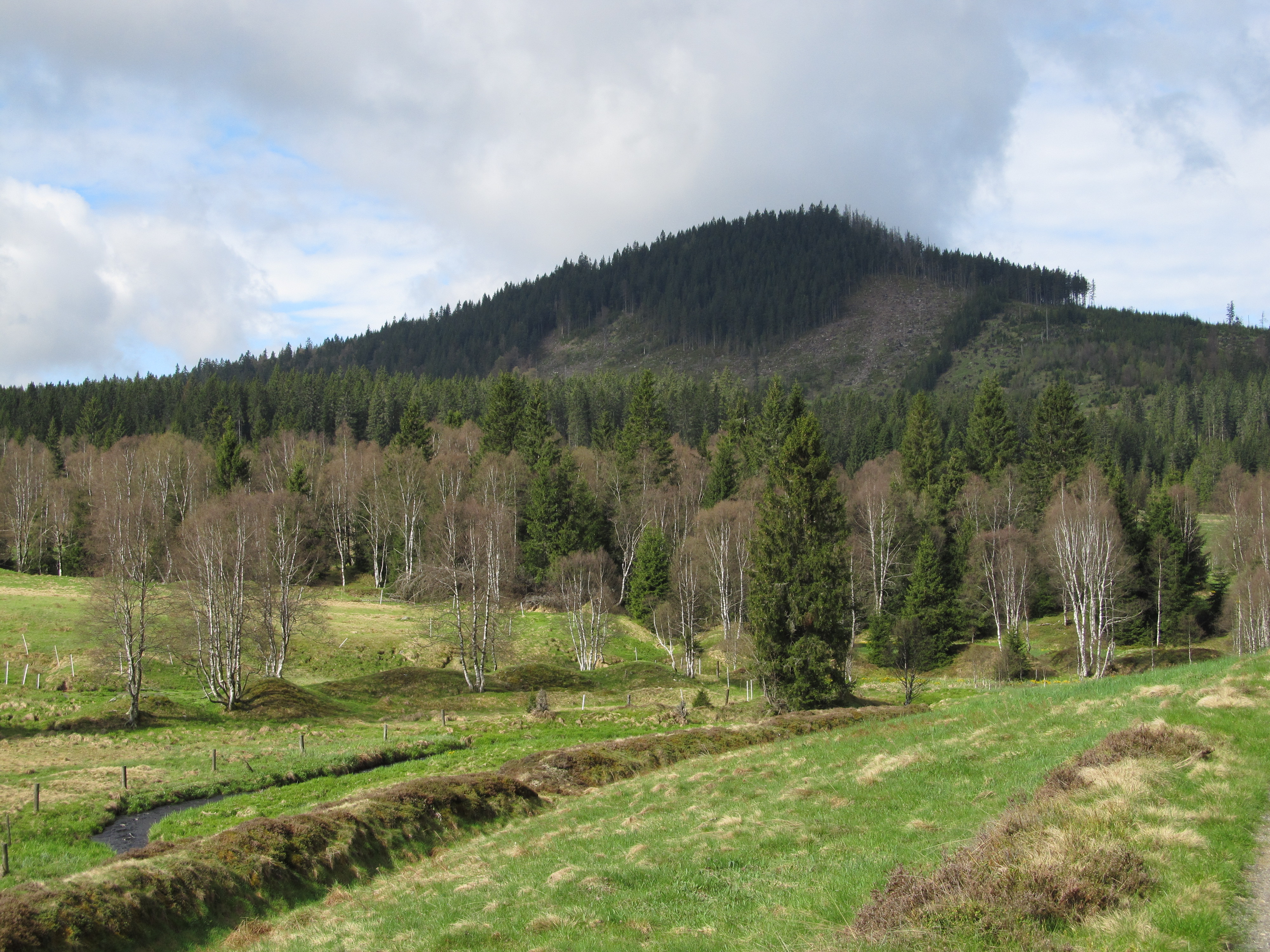
Sejpy na Hamerském potoce
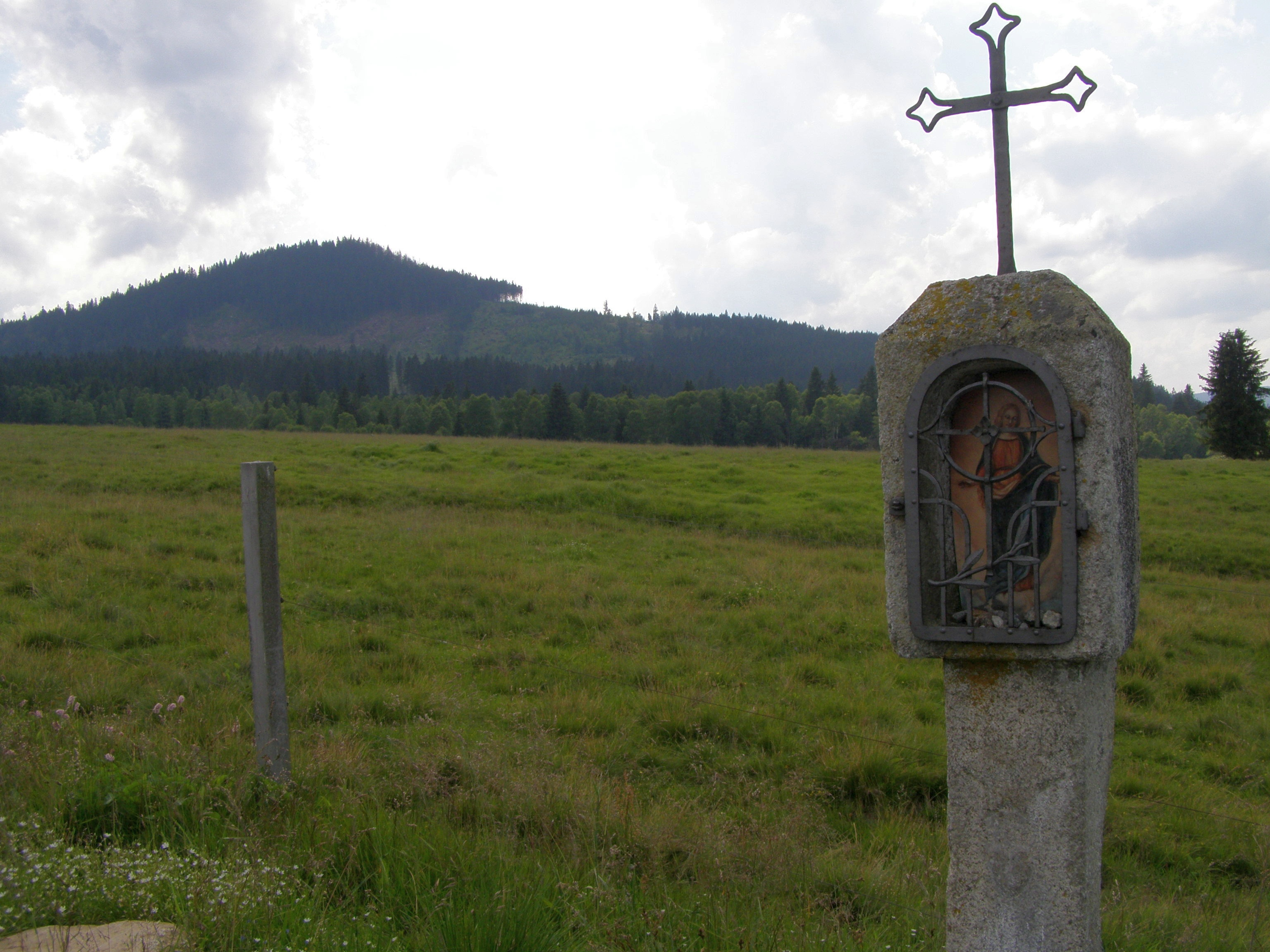
Cesta k Horské Kvildě (v pozadí Antýgl, v popředí boží muka nedaleko od Hamerského potoka)
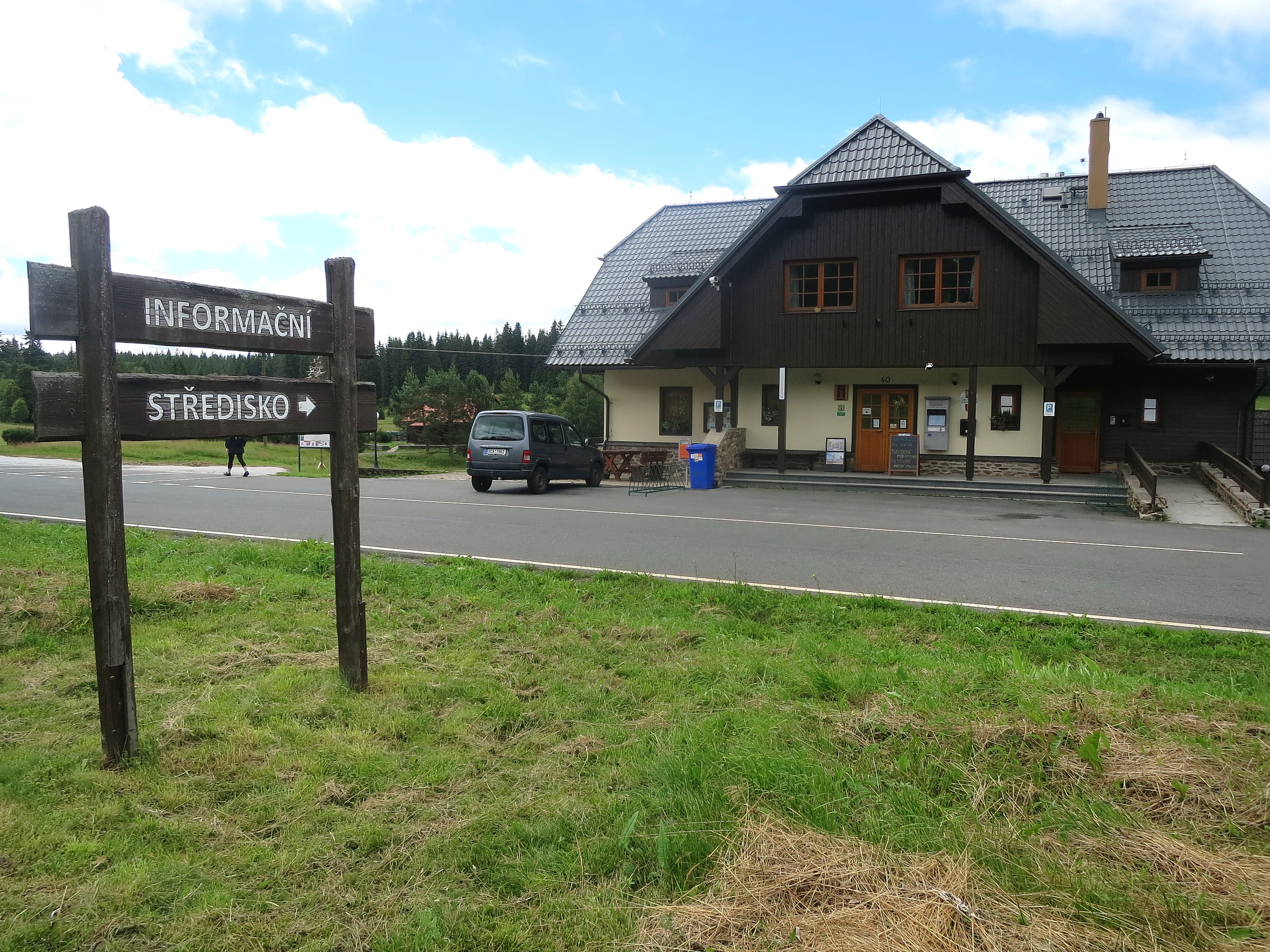
Informační středisko
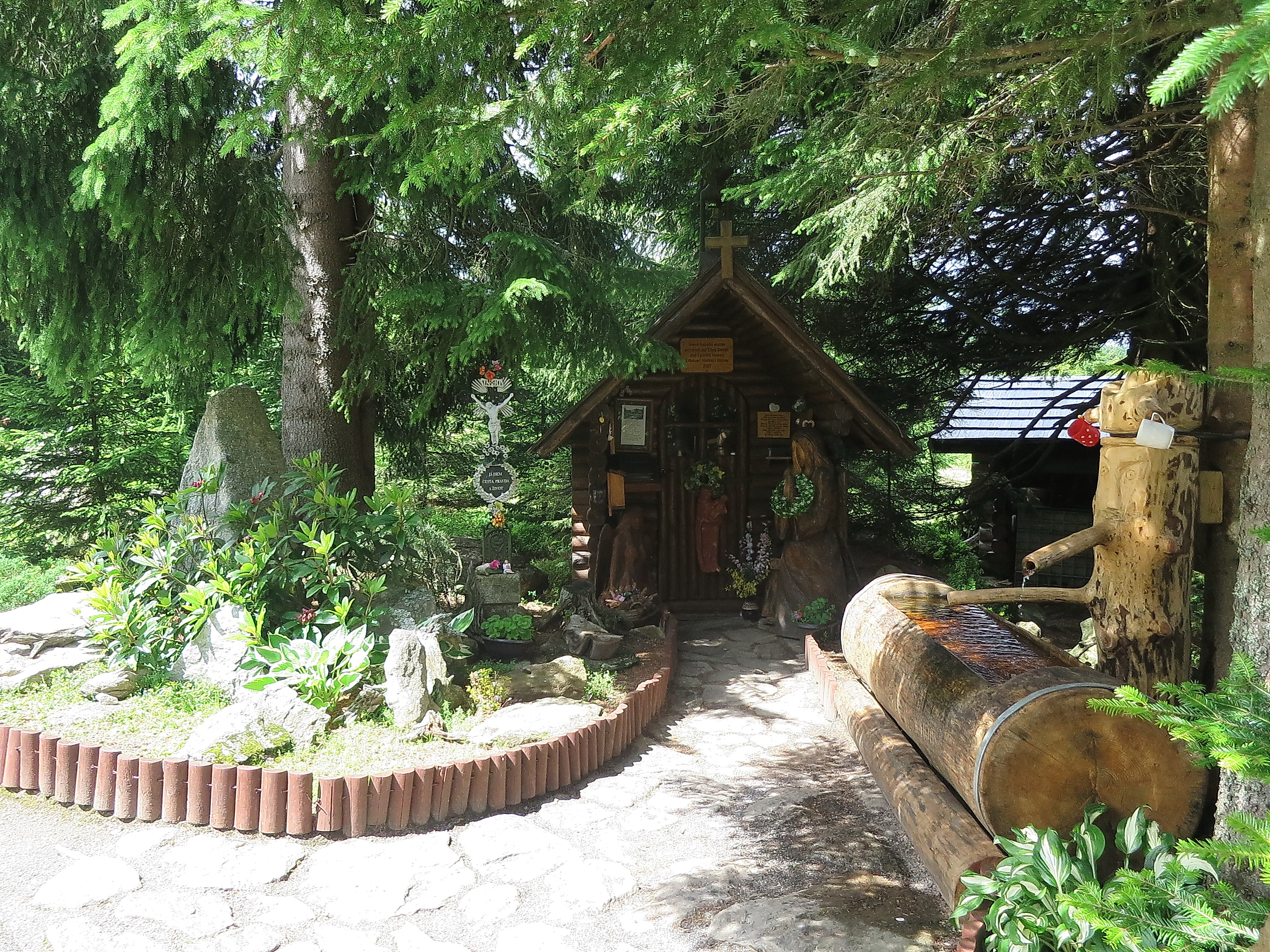
Kaplička a studánka U Honesů
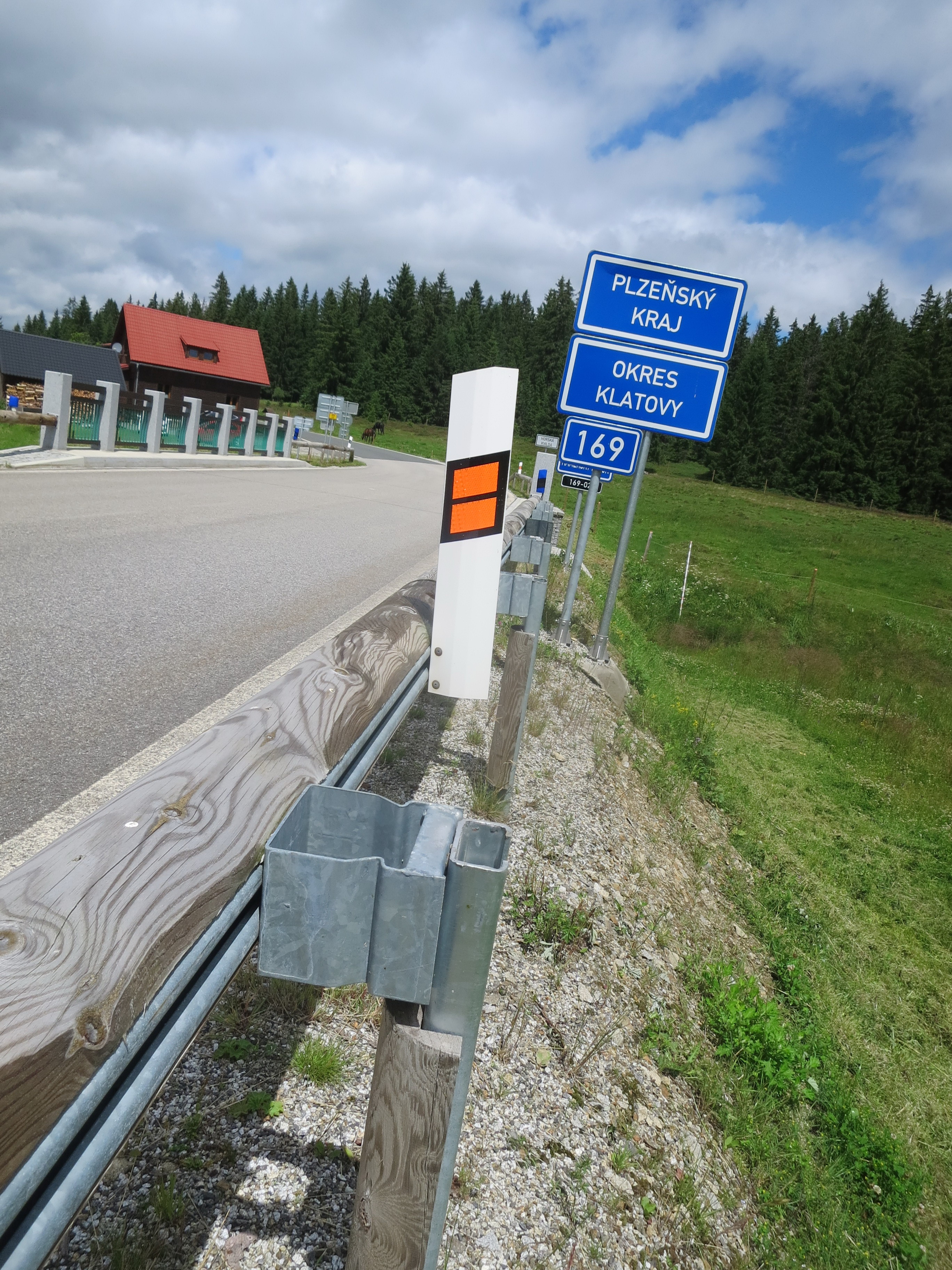
Most přes Hamerský potok, hranice Horské Kvildy a Kvildy
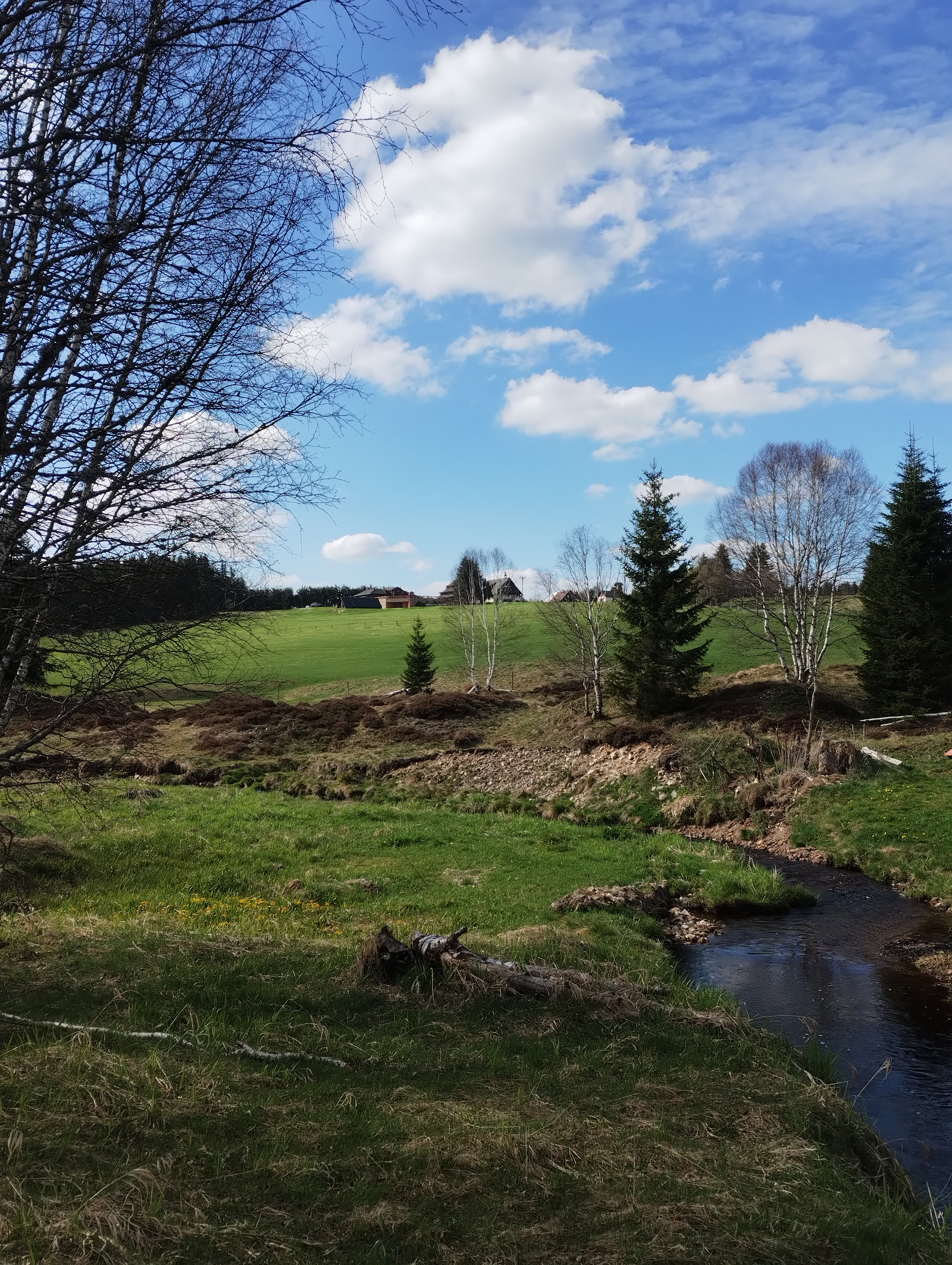
Pohled na hotel Rankl od Hamerského potoka (z můstku v blízkosti budovy ev.č. 15)
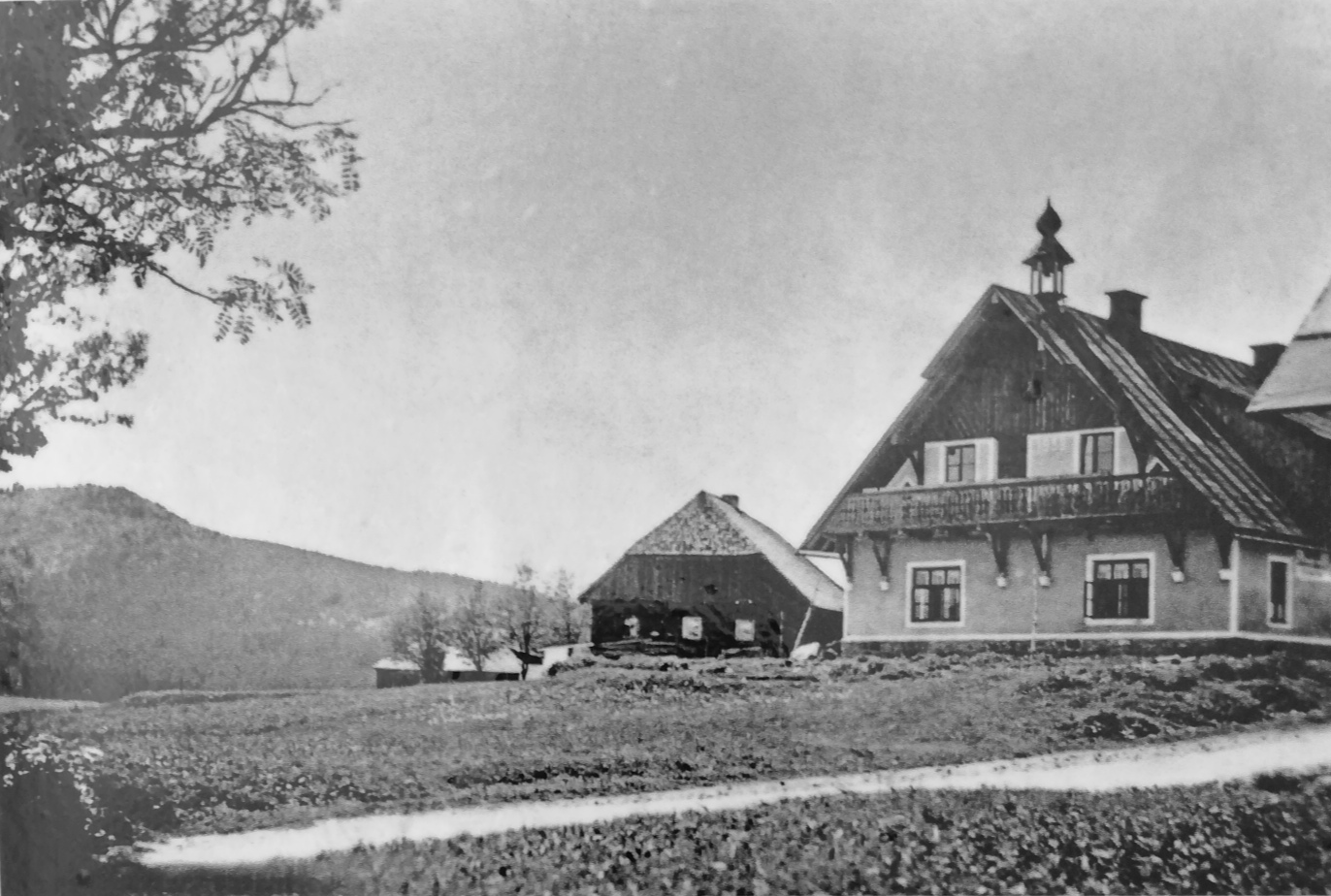
Pollaufův hostinec na dobové fotografii z roku 1932
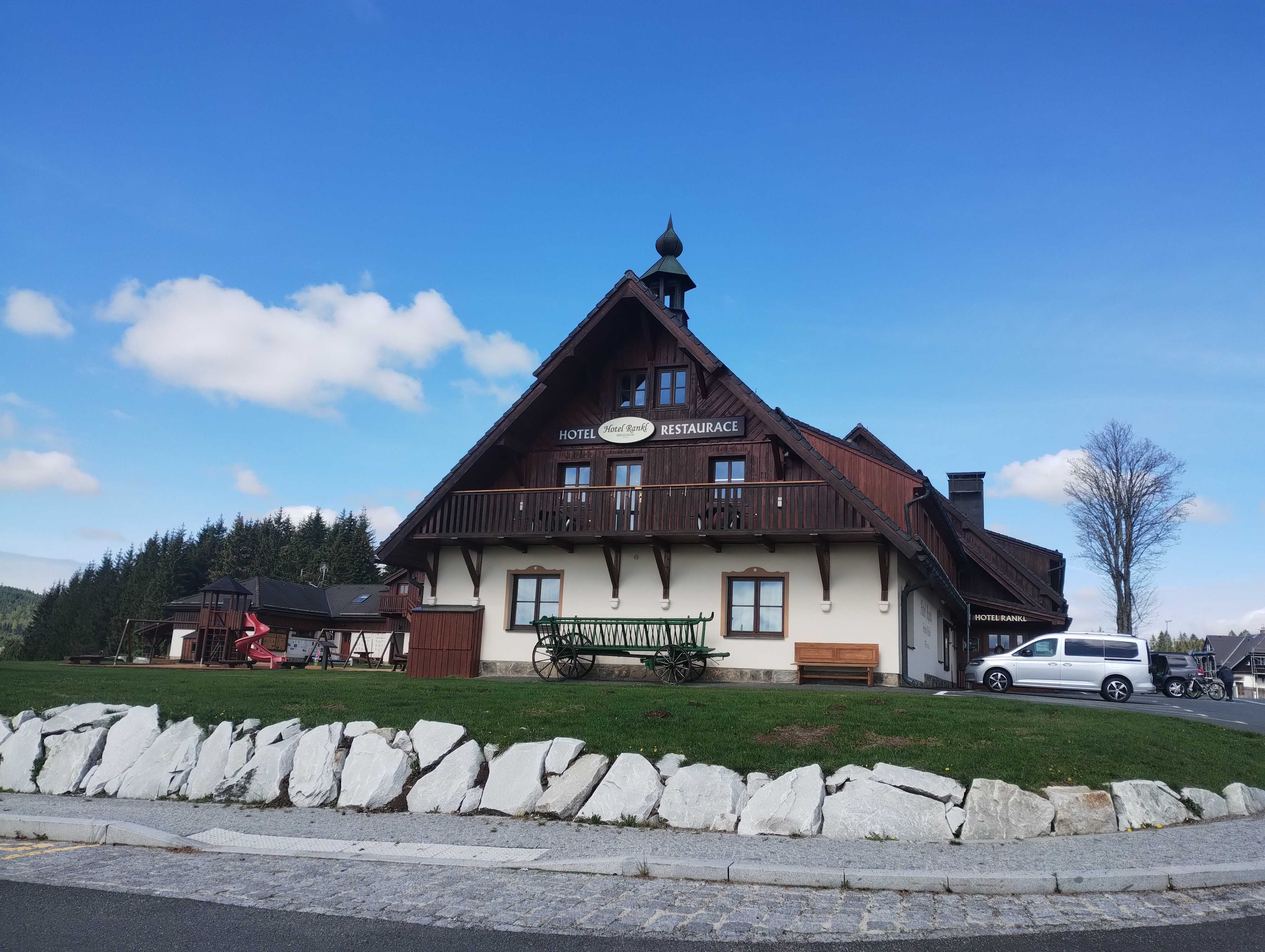
Hotel Rankl, bývalý Pollaufův hostinec (2025)
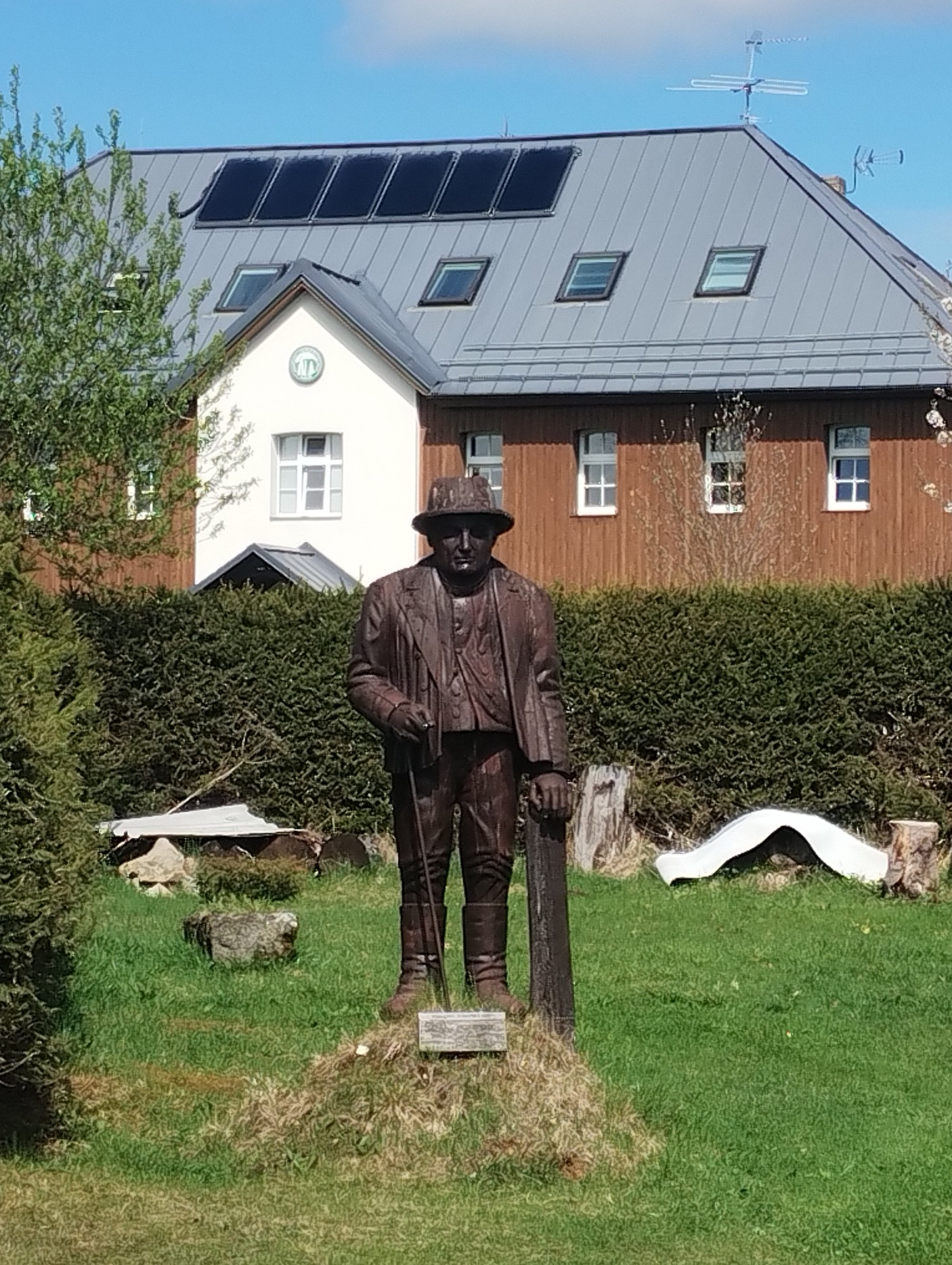
Dřevěná socha Rankla Seppa na zahradě řezbáře Ladislava Pavla
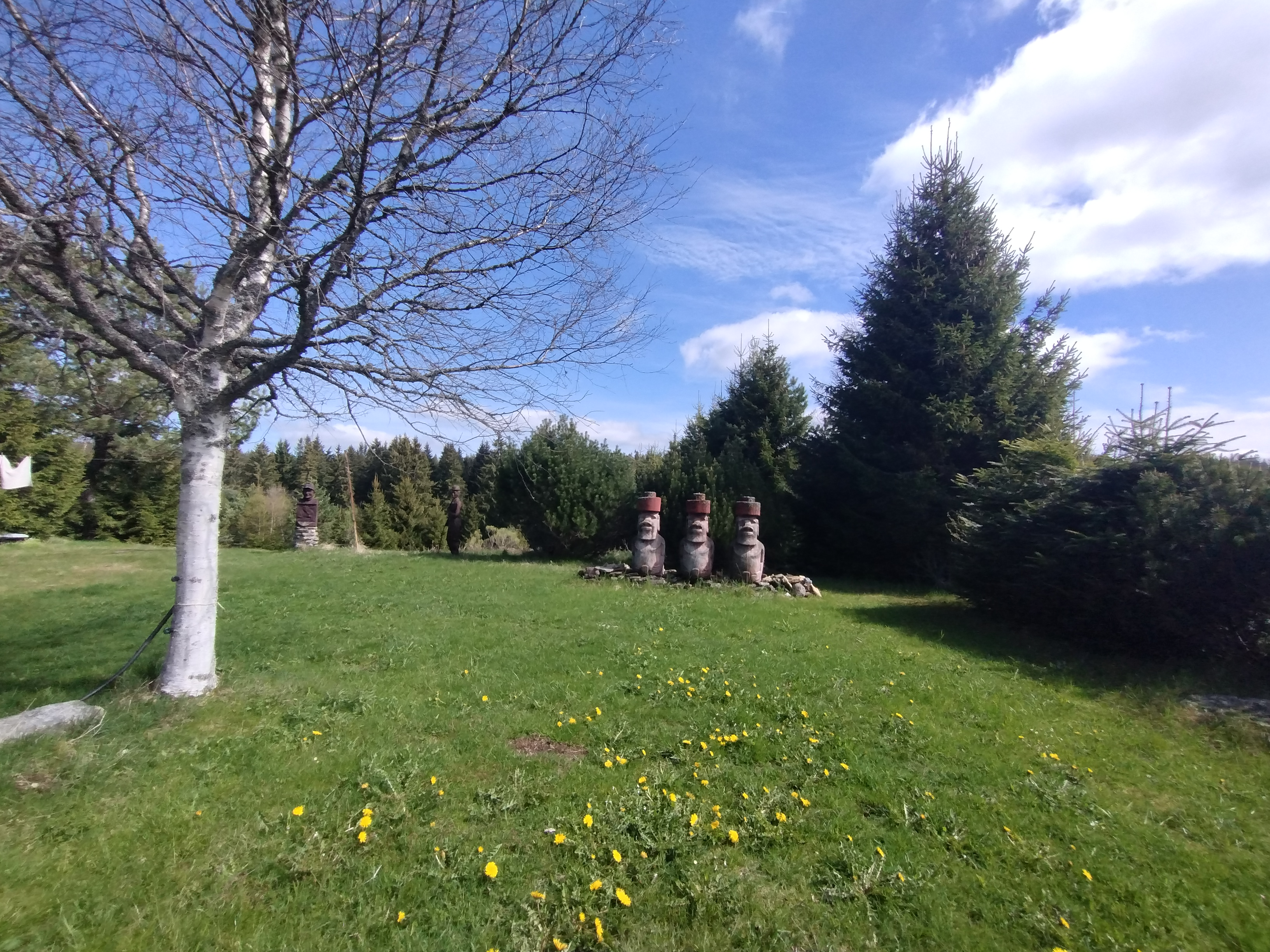
Dřevěné sochy znázorňující sochy z Velikonočního ostrova, na zahradě řezbáře Ladislava Pavla
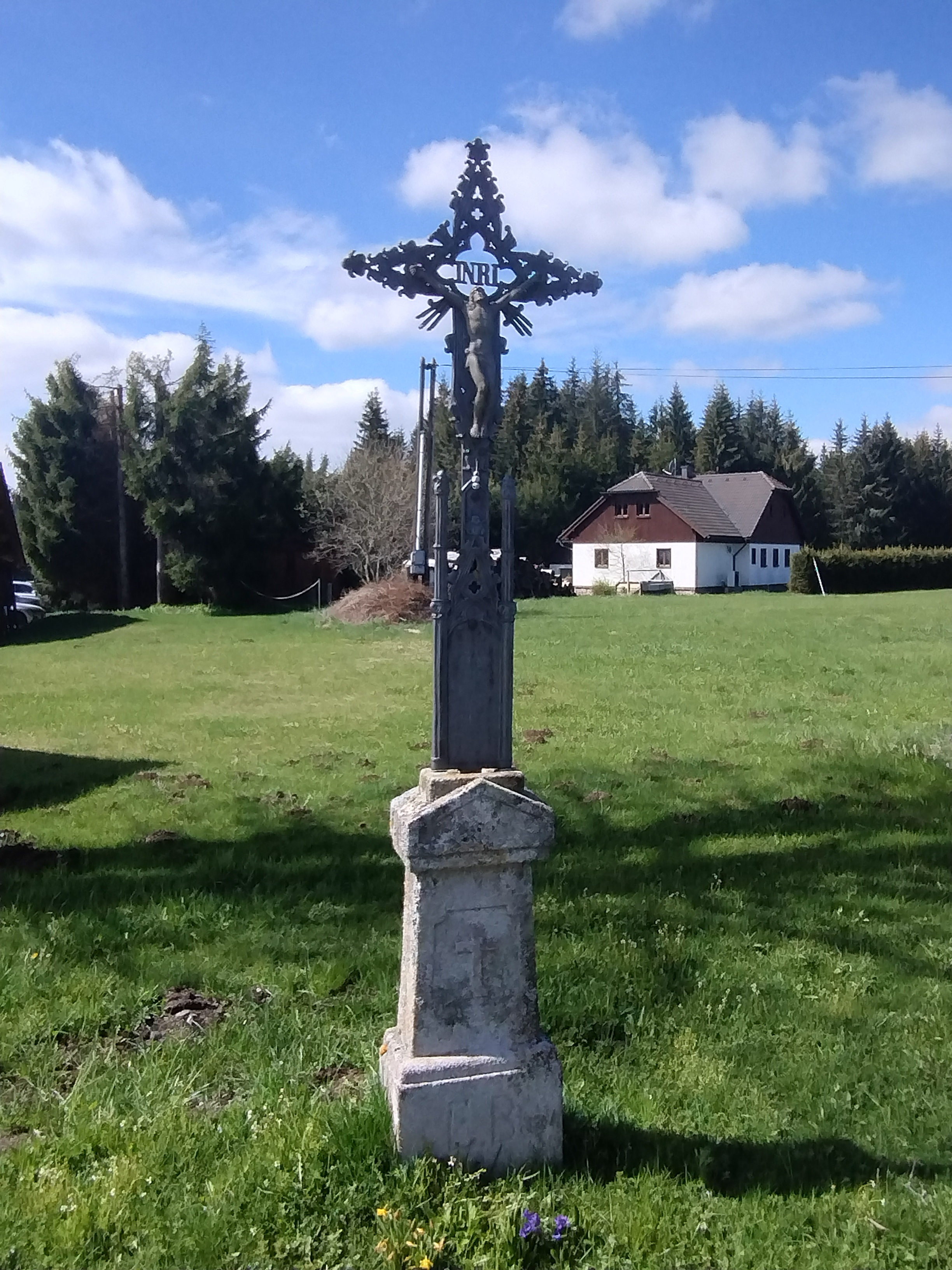
Kříž v blízkosti hotelu Rankl
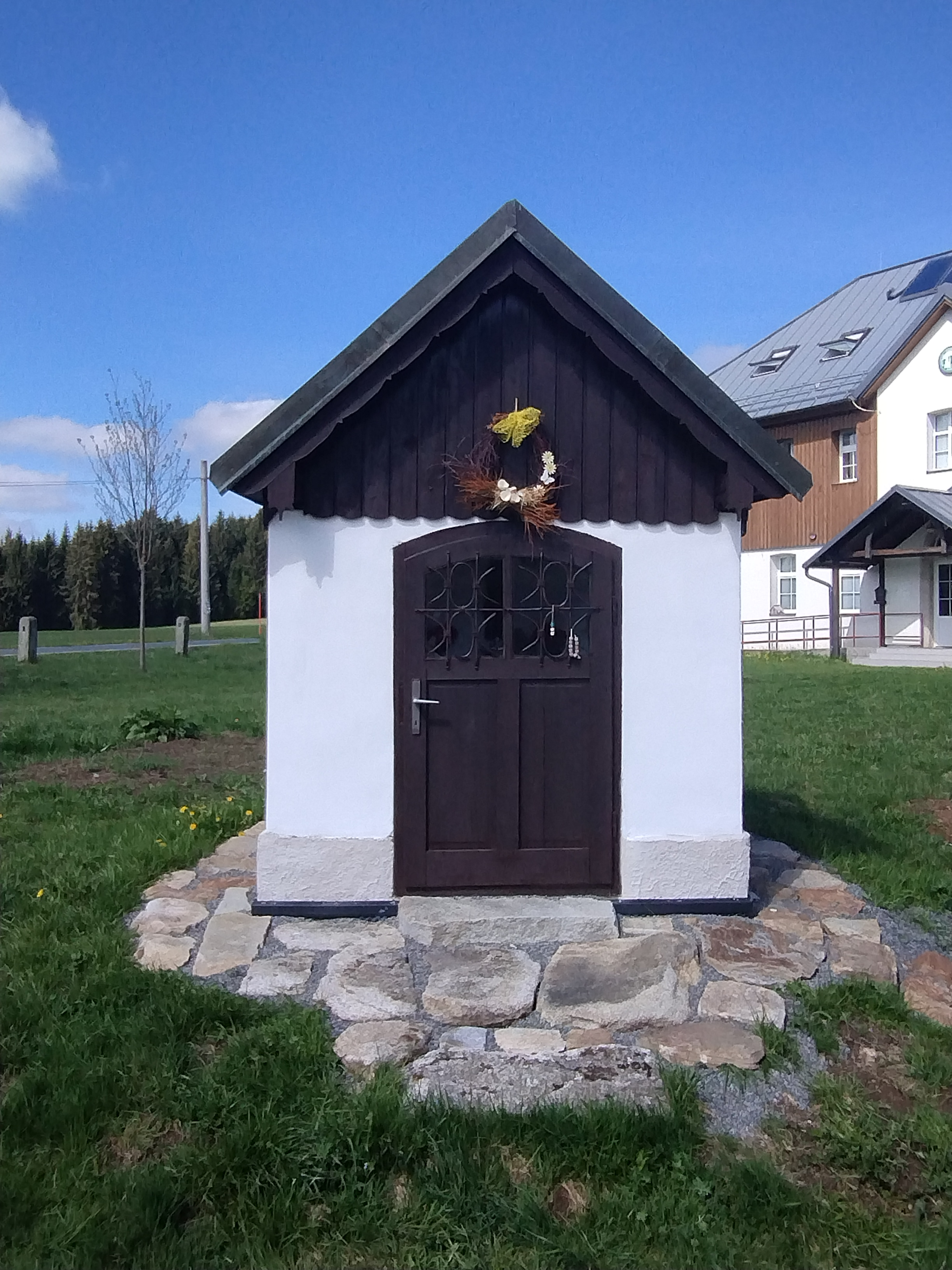
Kaplička před Střediskem environmentální výchovy
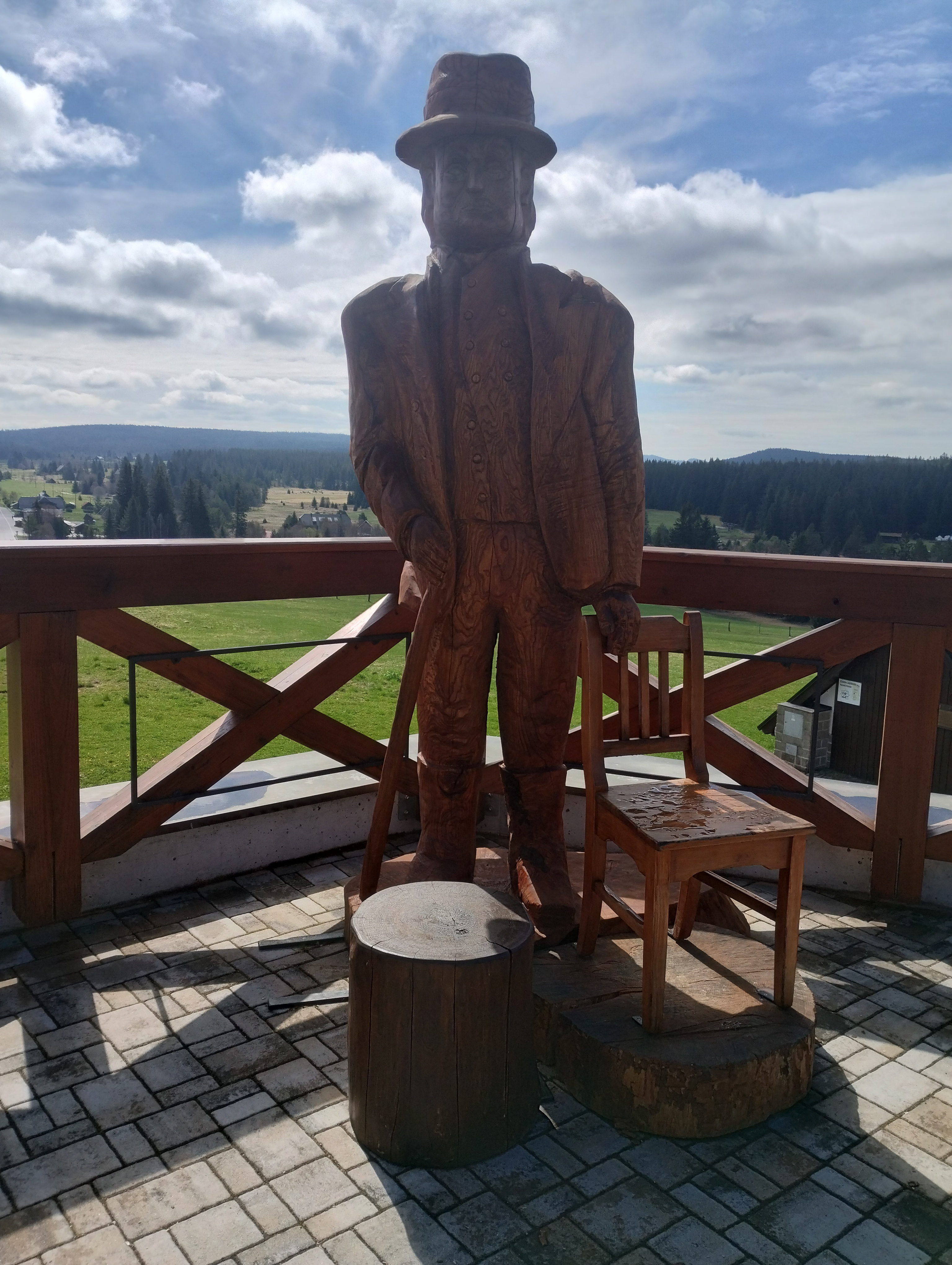
Dřevěná socha Seppa Rankla na terase hotelu Rankl (vyrobena 2025)